# L'Histoire de l'ambassadeur Morgenthau
L'Histoire de l'ambassadeur Morgenthau (1918) est le titre des mémoires publiés par Henry Morgenthau Sr., ambassadeur des États-Unis auprès de l'Empire ottoman de 1913 à 1916, jusqu'au jour de sa démission de son poste. Le livre est dédié au président américain de l'époque, Woodrow Wilson, et sa rédaction a pris plus de deux ans pour terminer. L'historien Burton J. Hendrick a servi de nègre à Henry Morgenthau ; cependant, une lecture comparative avec les documents officiels envoyés par Morgenthau en tant qu'ambassadeur montre que le livre a dû être largement structuré et écrit par Morgenthau lui-même.
Le livre est une source majeure concernant le génocide arménien et le génocide grec au cours des dernières années de l'Empire ottoman. Lors de sa publication, le livre a été critiqué par deux éminents historiens américains concernant sa perception de l'Allemagne dans les semaines précédant le début du conflit mondial.[réf. nécessaire]

## Contenu
L'ancien ambassadeur américain auprès de l'Empire ottoman Morgenthau raconte son expérience des relations germano-ottomanes pendant la Première Guerre mondiale. Il qualifie le CUP de « boss system » au sein de l'Empire ottoman et il explique comment celui-ci s'est avéré utile à l'Empire allemand pour consolider leur rapprochement avec les Ottomans. Il décrit également en détails l'influence des agents allemands dans l'empêchement de la vente de navires de guerre américains à la Grèce, leurs projets de nouveaux territoires, de centrales à charbon, d'indemnisations et de fermeture des Dardanelles pour séparer l'Empire russe des Alliés pendant la Première Guerre mondiale. Le livre contient également des informations sur l'abrogation des capitulations par la Sublime Porte.

### Sur la défense de Van

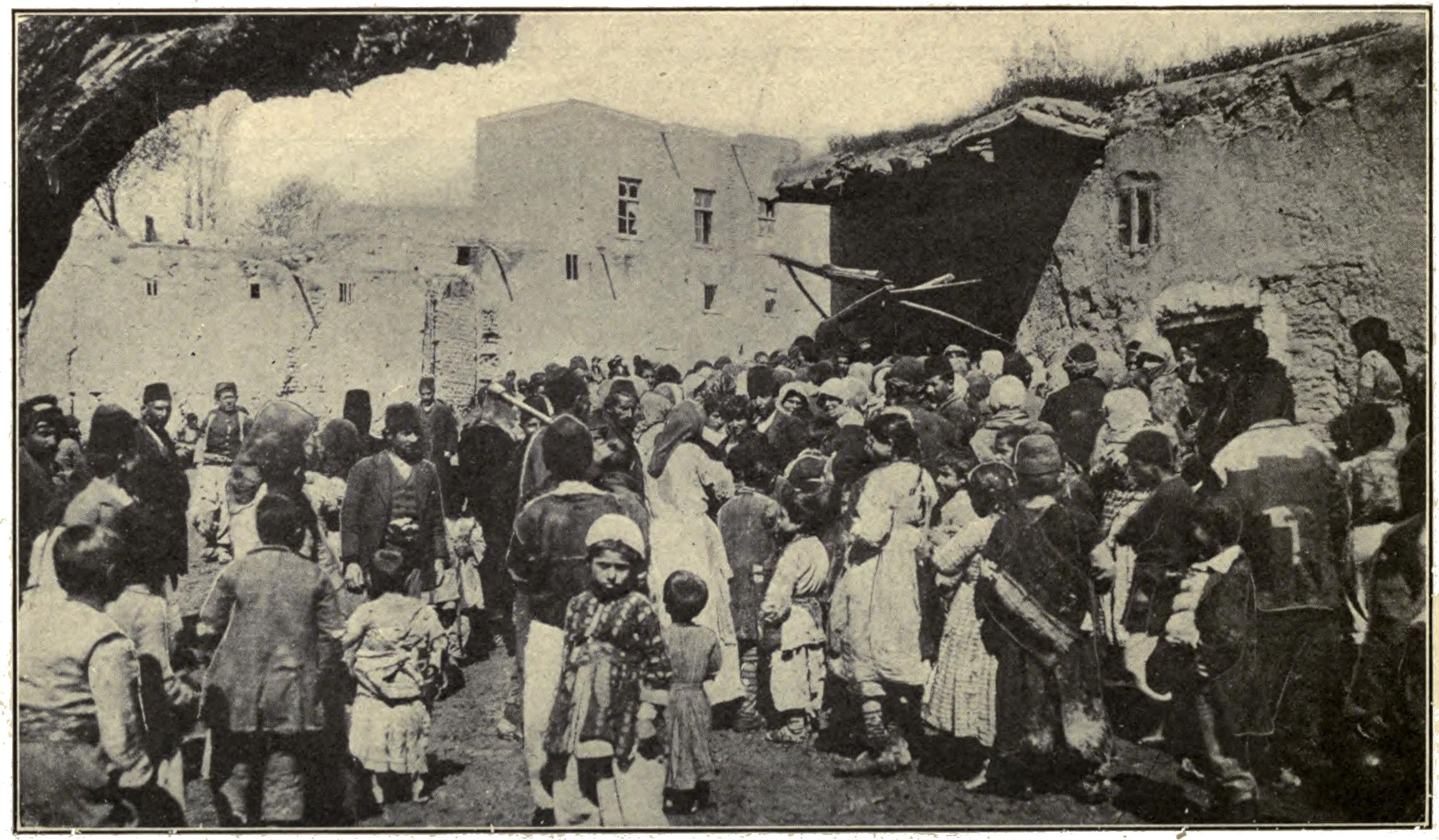
Le livre comprend cette photo de réfugiés arméniens à Van. Van avait un gouvernement provisoire arménien qui venait en aide aux indigents.

Morgenthau rapporta des villes ottomanes d'Alep et de Van les témoignages de responsables du consulat qui ont justifié les expulsions comme étant nécessaires et qui ont également suggéré l'existence d'une complicité de la population arménienne de Van lors de l'arrivée des forces russes qui avaient pris la ville, prétexte qu'ils ont utilisé pour justifier la persécution de tous les Arméniens natifs.
Dans ses mémoires, Morgenthau écrira plus tard ceci : « Lorsque les autorités turques ont donné l'ordre de ces déportations, elles ont tout simplement signé l'arrêt de mort de toute une race ; ils l'ont bien compris, et, dans leurs conversations avec moi, ils n'ont pas fait d'effort particulier pour le cacher. »

### Discussions avec les dirigeants ottomans

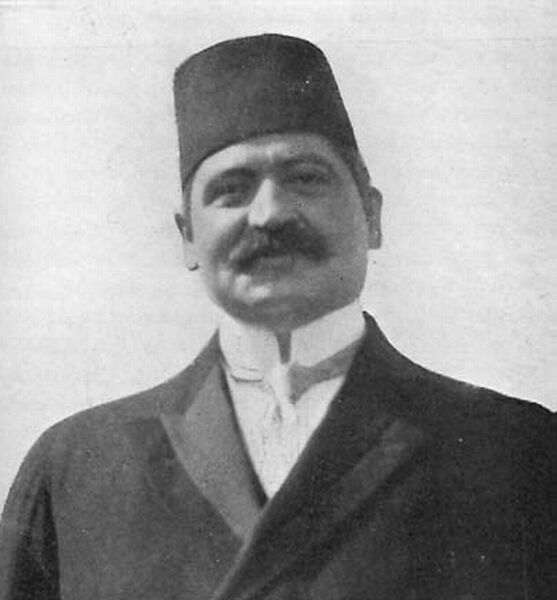
Photographie de Mehmet Talaat Pacha telle que fournie dans ses mémoires

Il a fallu un certain temps avant que l’histoire des atrocités subies par les arméniens parvienne à l’ambassade américaine avec tous ses détails. L'ambassadeur Morgenthau soulève ensuite la question en personne avec Talaat Pacha et Enver Pacha. Lorsque Morgenthau leur demanda si les informations parvenues à l'ambassade étaient fiables, ils les considérèrent comme une simple manifestation des troubles qui persistaient depuis de nombreuses années dans les provinces arméniennes. Lorsque les rapports consulaires arrivèrent de Van et d'Urfa, Enver et Talaat Pacha les rejetèrent comme de folles exagérations.
L'ambassadeur demanda au gouvernement américain d'intervenir, mais les États-Unis n'étaient pas engagés dans la guerre à l'époque et n'auraient pu que protester par écrit ou verbalement auprès des autorités ottomanes. En absence de réaction officielle, Morgenthau s’est retrouvé sans influence au-delà de ses relations personnelles avec ceux au pouvoir ; Comme cette approche échoua également, il attira l'attention des médias internationaux sur le génocide arménien en cours, organisa des efforts de secours privés et contribua à la création du Comité américain pour le secours aux Arméniens et aux Syriens (ACASR).

## Réception
Selon Thomas de Waal, les preuves contenues dans le livre étaient si accablantes que certains négationnistes du génocide arménien ont tenté de les réfuter, bien qu'une grande partie du contenu du livre soit vérifiée par des câbles diplomatiques et que l'accès de Morgenthau aux dirigeants ottomans ait été corroboré par d'autres sources.

## Galerie
Certaines des photographies contenues dans les mémoires :

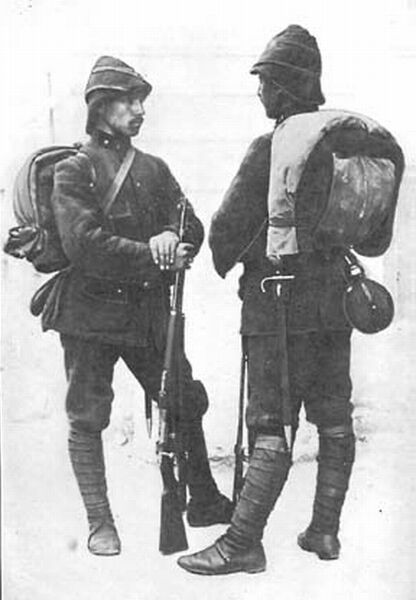
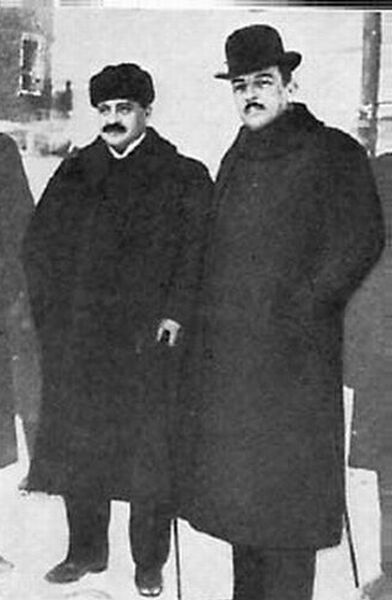
Mehmet Talaat Pasha et Richard von Kühlmann
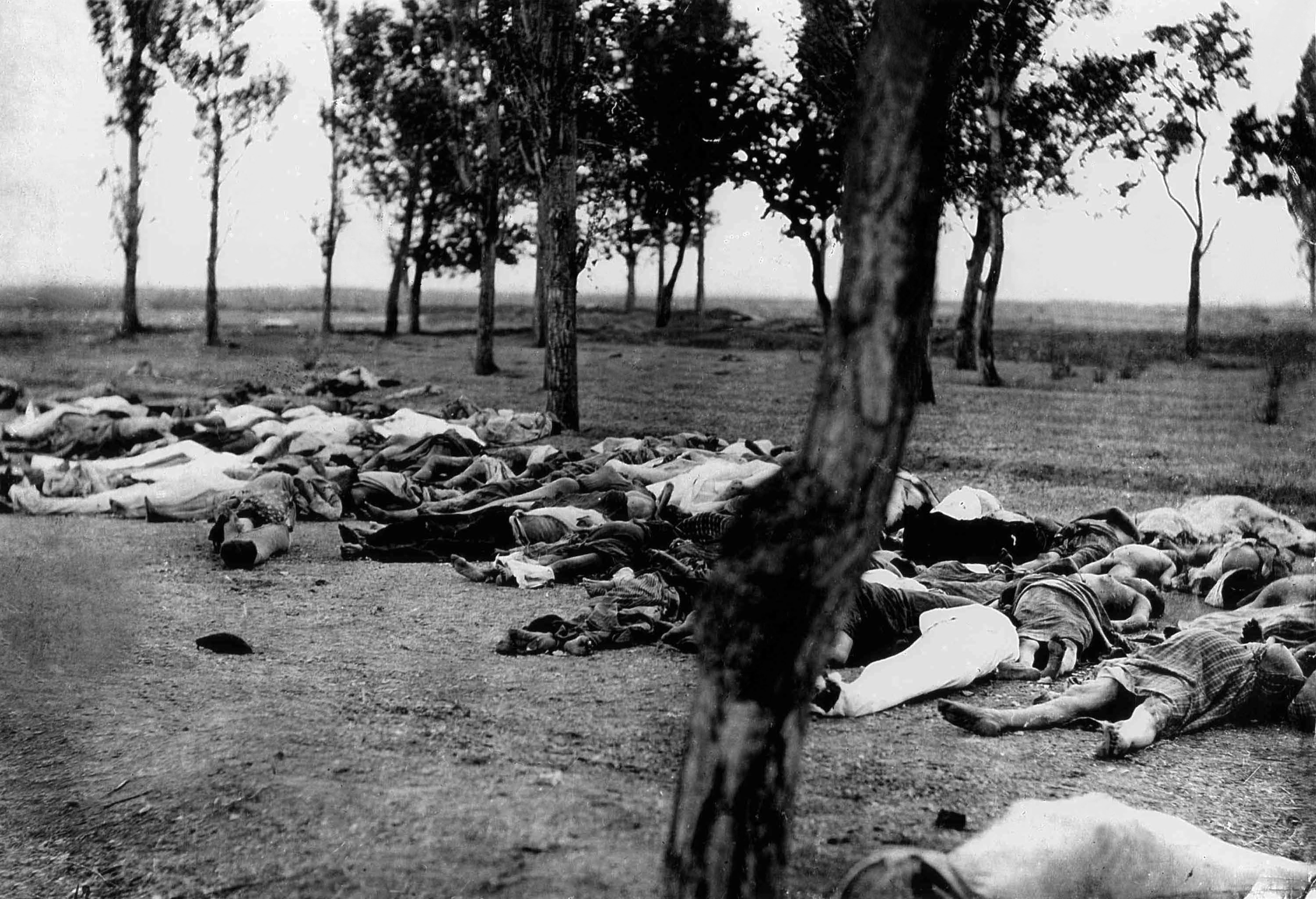
Commentaire extrait du livre: "THOSE WHO FELL BY THE WAYSIDE. Des scènes pareilles étaient fréquentes dans toutes les provinces arméniennes, au cours des mois du printemps et de l'été 1915. La mort sous ses différentes formes ---massacre, famine, épuisement---a détruit la plus grande part de réfugiés. la politique turque était celle d'une extermination sous le voile de la déportation"
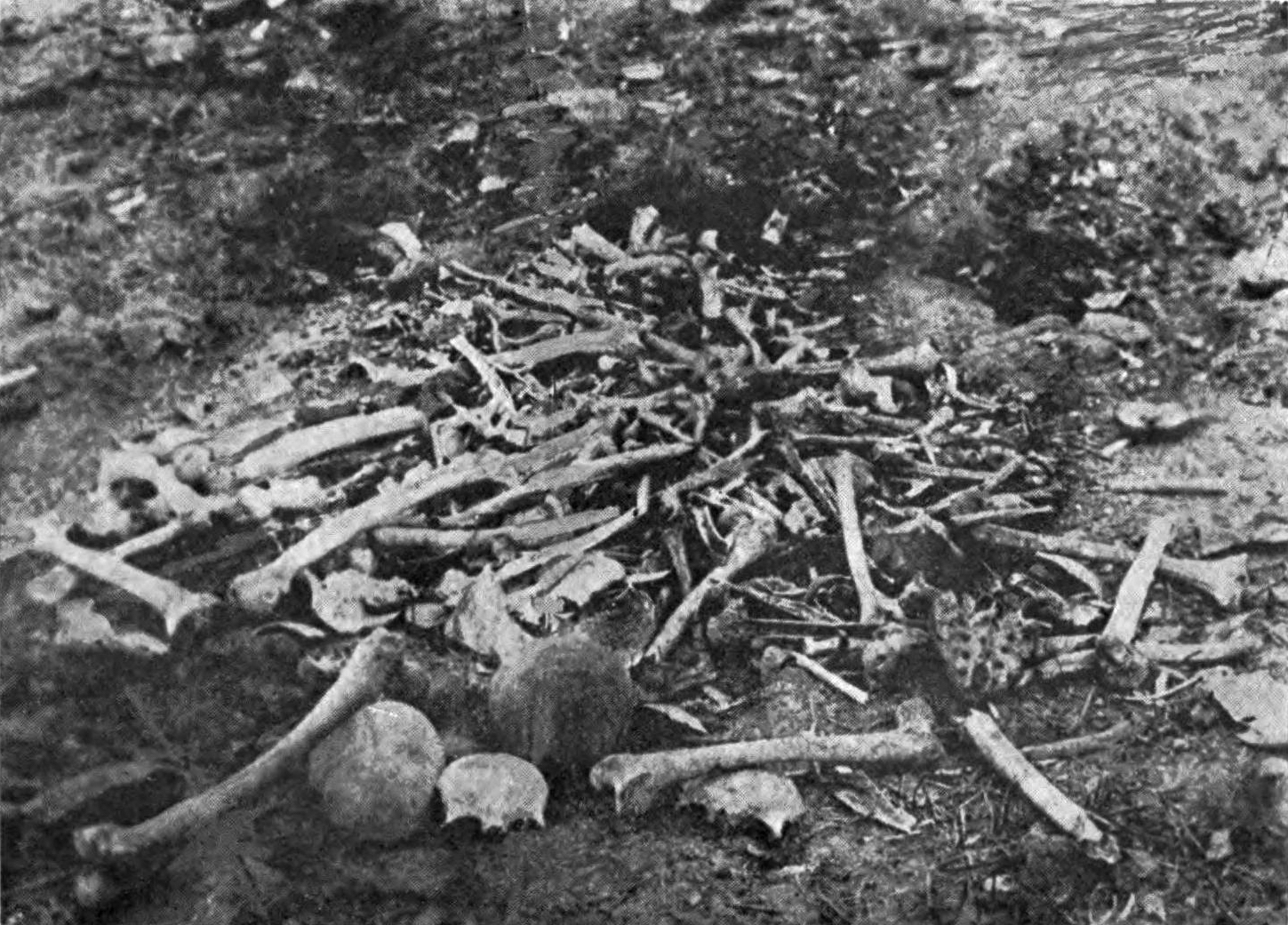
Commentaire extrait du livre: "A RELIC OF THE ARMENIAN MASSACRES AT ERZINGAN. Ces mementos sont rencontrés à travers toute l'Arménie"[2].
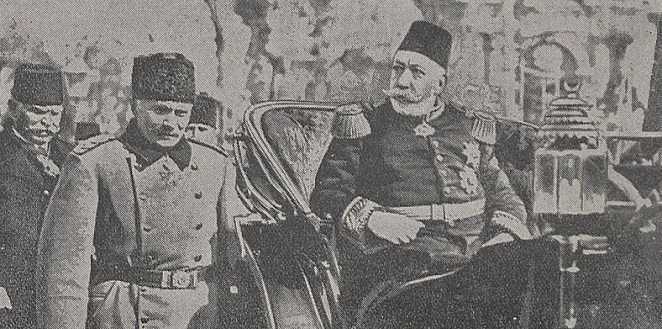
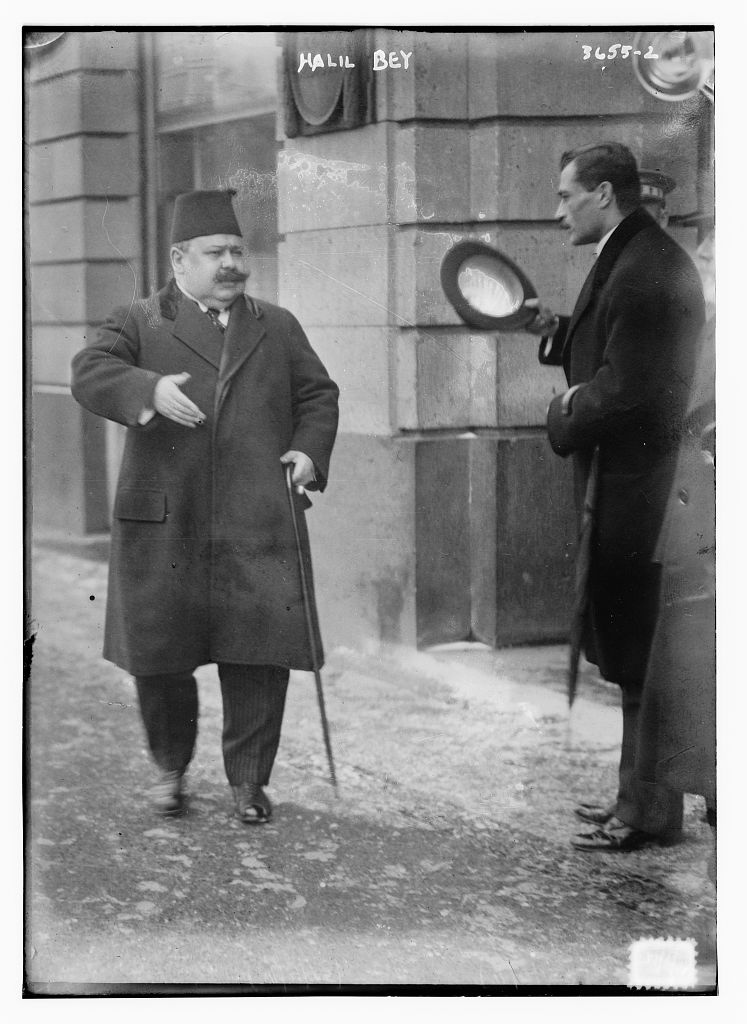

## Éditions
- Henry Morgenthau, Ambassador Morgenthau's Story, Doubleday, Page & Co., 1918 (ISBN 978-1909382213, lire en ligne).
  - Republié par Wayne State University Press en 2003, édité par Peter Balakian, avec une préface de Robert Jay Lifton, une introduction par Roger W. Smith, et un epilogue par Henry Morgenthau III.  (ISBN 978-0814329795).

## Lectures complémentaires
- Henry Morgenthau, United States Diplomacy on the Bosphorus: The Diaries of Ambassador Morgenthau, 1913-1916, London, Taderon Press (Gomidas Institute), 2004 (ISBN 978-1903656402)
- John Marshall Evans, Truth Held Hostage: America and the Armenian Genocide – What Then? What Now?, London, Gomidas Institute, 2016 (ISBN 978-1909382268)